# Laura Rappoldi

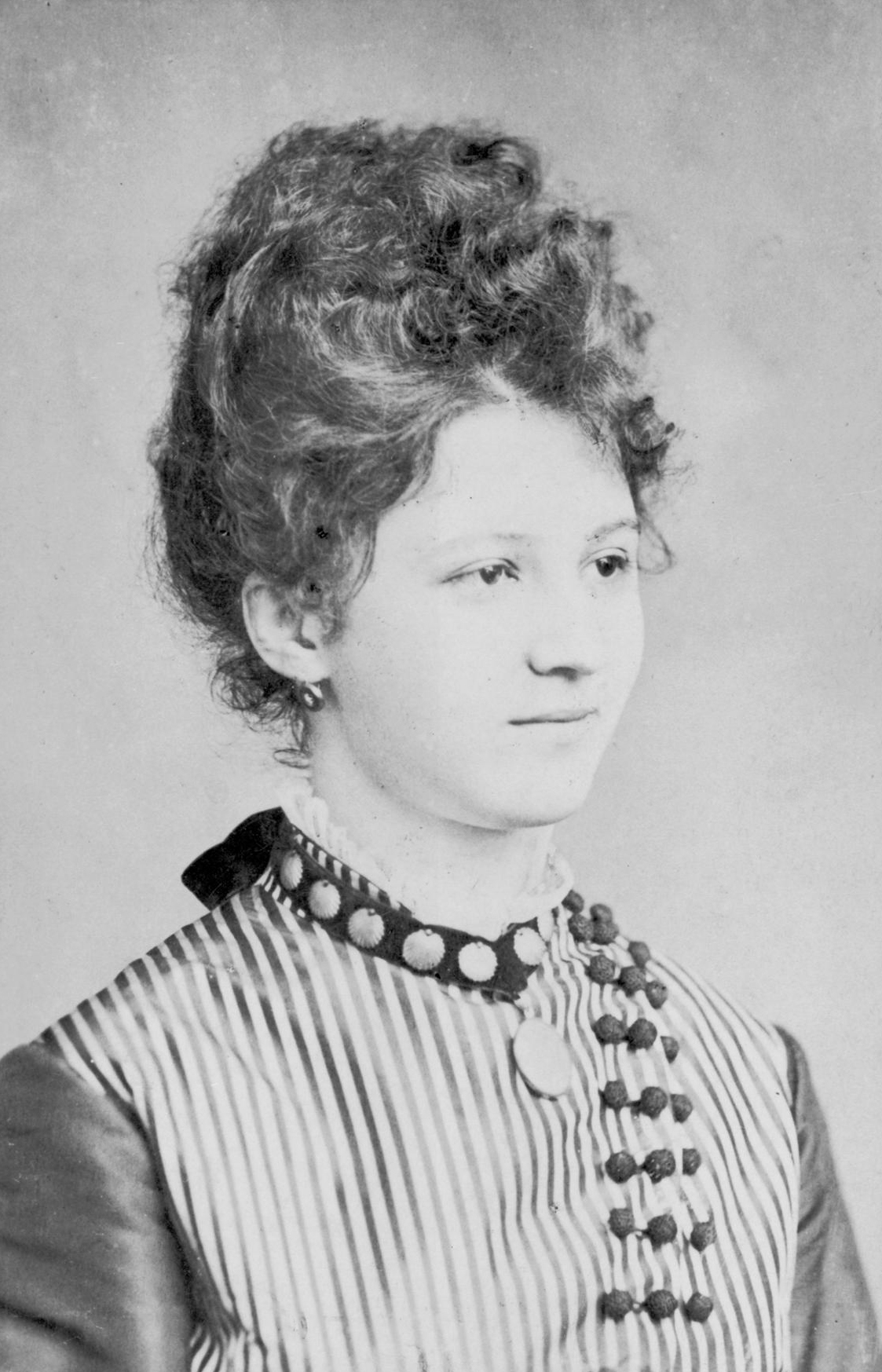
Laura Rappoldi

Laura Rappoldi (geboren als Laura Kahrer am 14. Jänner 1853 in Mistelbach, Kaisertum Österreich; gestorben am 2. August 1925 in Dresden) war eine österreichisch-deutsche Pianistin.

## Leben

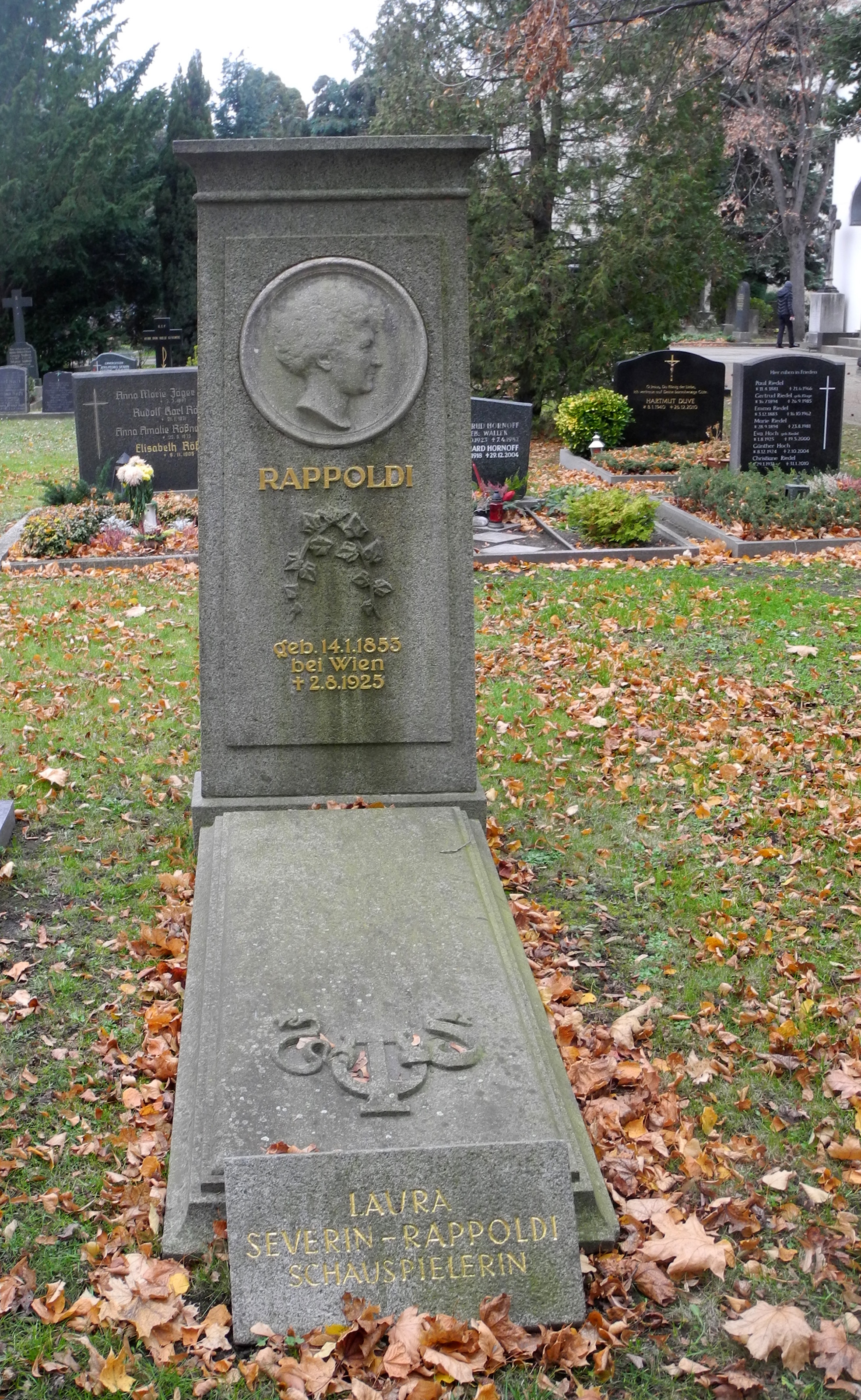
Grabstätte Laura Rappoldi auf dem Alten Katholischen Friedhof in Dresden

Laura Kahrer, Tochter eines Beamten, erhielt früh Musik- und ab zehn Jahren Klavierunterricht. Bereits als Elfjährige verfasste sie 1864 eigene Kompositionen. Von Kaiserin Elisabeth gefördert, erhielt sie 1866 bis 1869 weitere Ausbildung am Wiener Konservatorium, unter anderem von Josef Dachs, Felix Otto Dessoff und Anton Bruckner. 1868 erhielt sie den Ersten Preis bei einem Wettbewerb für Klavier und Komposition. Ein weiterer Förderer war Anton Rubinstein. 1870 und 1873 zählte Kahrer zu den Schülern von Franz Liszt in Weimar; 1871 und 1872 bei Adolf Henselt in St. Petersburg, 1874 bei Hans von Bülow in München.
Ferner unternahm sie mit ihrer Familie in den 1870ern Konzertreisen durch Deutschland, Polen und Russland. Der Plan einer Amerikareise wurde nach dem Tod der Mutter (1873) und des Vaters (1875) nicht weiter verfolgt.
1874 heiratete Kahrer in Stettin den Wiener Musiker Eduard Rappoldi (1831–1903), den sie bereits 1870 bei einem gemeinsamen Konzert in Prag kennengelernt hatte. 1877 wurde ihr Ehemann zum königlich-sächsischen Professor ernannt. 1876 Jahr wurde der gemeinsame Sohn Adrian Rappoldi geboren. Insgesamt hatte das Ehepaar fünf Kinder.
Das Ehepaar unternahm weitere Konzertreisen zusammen: 1877 und 1878 nach Dänemark, 1878 erneut nach Dänemark, Oldenburg und durch die nördlichen und westlichen Länder des Deutschen Reichs, 1880 und 1881 unter anderem nach Österreich und England. 1885 und 1886 reiste sie mit Amalie Joachim auf einer Europatournee durch Deutschland, Österreich, Russland, die Schweiz und Ungarn.
Beliebt waren Kammermusikabende, auf denen Rappoldi gemeinsam mit ihrem Mann (später auch ihrem Sohn) auftrat. Das Königreich Sachsen ernannte sie 1879 zur Königlich-Sächsischen Kammervirtuosin. Ab Ende der 1880er ließ sich Rappoldi auf Wunsch ihres Mannes endgültig in Dresden nieder und gab dort ab 1890 am Konservatorium Klavierunterricht. Sie erhielt 1911 die Professur. Ab 1921 leitete sie die Meisterklassen für Klavierspiel.